# 哈剌察兒那顏
哈剌察兒·那顏（蒙古语转写：Qarachar Noyan，1166年—13世紀），是成吉思汗手下的軍事指揮官，也是帖木兒帝國創始人帖木兒的祖先。
儘管在早期資料中很少提及他，但他在連繫成吉思汗和帖木兒家族關係時至關重要。他的角色和他和成吉思汗的關係被帖木兒宮廷歷史學家大大誇大並可能被神化以合法帖木兒的統治。
他的生涯在同時代的紀錄幾乎沒出現， 在《蒙古秘史》中，他和他父親代表巴魯剌思氏出席在1190年鐵木真為蒙古統治者的库里尔台大會。《秘史》還指出，在1206 年，哈剌察兒被封為千戶長（蒙古第29位开国功臣）。根據13世紀歷史學家志費尼的說法，哈剌察兒後來在阿富汗塔盧坎有一個基地，1222年，他從那裡向梅爾夫進軍以鎮壓叛亂。到1227年，他和他的隊伍被分配為察合台的隨從出鎮西域。
哈剌察兒也被描述為最早向成吉思汗宣誓效忠的部落首領之一，在成吉思汗臨終時，他和成吉思汗的兒子一起聽取遺言。他隨後在察合台朝廷佔據顯要地位，在可汗狂歡宴會和狩獵的同時履行實際統治職責。其他帖木兒歷史學家如哈菲茲·阿布魯也提到了這種安排，他說作為指揮官，他負責法律、規則和習俗方面的事務。
他可能有多達19個兒子，他的後代組成突厥斯坦和河中地區的七個巴魯剌思氏族。元帥職位傳給了他的兒子 Ichil（帖木兒的曾曾祖父）。

## 真偽
現代歷史學家認為哈剌察兒只是察合台其中一位指揮官，沒有證據表明他有任何特權。
帖木兒之所以提出巴魯刺思氏和成吉思汗家族同宗，是因為蒙古法律規定非皇族成員不可稱汗，他被迫使用傀儡察合台汗作名義上統治者。但其他部族首領也採用此策略，因此帖木兒提出與成吉思汗家族同宗顯示巴魯剌思氏比其他部族地位更高。

## 延伸阅读
[在维基数据编辑]
 《新元史/卷128》，出自柯劭忞《新元史》
 在维基共享资源阅览影像